# فريدريك مانسفيلد
فريدريك مانسفيلد هو سياسي أمريكي، ولد في 26 مارس 1877 في East Boston ‏ في الولايات المتحدة، وتوفي في 6 نوفمبر 1958 في بوسطن في الولايات المتحدة. نشط حزبياً في الحزب الديمقراطي. وقد انتخب عمدة بوسطن ‏.